# Света Петка (Цапари)
Вижте пояснителната страница за други значения на Света Петка.
„Света Петка“ или „Света Параскева“ (на македонска литературна норма: „Света Петка“, „Света Параскева“) е възрожденска манастирска православна църква край битолското село Цапари, Северна Македония, част от Преспанско-Пелагонийската епархия на Македонската православна църква – Охридска архиепископия.

## Местоположение
Манастирът е изграден високо в планината Баба, на 1 km югозападно от Цапари и на 15 km от центъра на Битоля. До него води асфалтиран път.

## История
Манастирът е съграден в XVI век. Към началото на XVIII век е запуснат и в 1724 година според запазени писмени сведения е обновен от отец Дионисий. Днешната манастирска църква е от 1849 година. В 1995 година манастирът пострадва от пожар, при който изгаря иконостасът, иконите и по-голямата част от инвентара. Скоро след това е обновен с помощта на местните християни.

## Архитектура
В архитектурно отношение църквата е трикорабна псевдобазилика с вписан кръст. На запад има нартекс, отделен от наоса само с денивелация на пода и зидан парапет с дървена мушарбия над него в линията на последните два западни стълба. Централният травей на централния кораб на наоса е засводен със сляпа калота на пандантиви. Тя е пресечната точка на рамената на кръста, които в страничните кораби формират сводове свързващи стълбовете на централния кораб с пиластрите на северната и южната стена на страничните кораби. Пиластри с обикновени полукапители има само в горните части на страничните зидове. Останалите травеи на по-високия централен кораб и на страничните кораби, както и нартексът има дървени тавани с профилирани лайстни. Таваните в кръста са украсени с ромбове от лайстни. Подът в храма и в част от отворения трем на запад е от каменни плочи, а в южния трем е циментов. Апсидата е полукръгла отвътре и петстранна отвън, като на ъглите на всяка страна има плитки засечени пиластри, свързани с дъги от дялан камък. От западната и южната страна на храма има отворен трем с ниски зидани парапети, на които има носещи покривната конструкция дървени квадратни профилирани греди.
Църквата е изградена от речен камък, като апсидата и ъглите са от дялан камък. За спойка е използвана кал и варов хоросан на северната и източната фасада. Южната и западната фасада са изцяло измазани. Каменните входове от запад и юг са със сводове и в профилирани правоъгълни рамки, над които има плитка сводеста ниша със стенописно изображение. Над сводовете и на двата входа има изсечен кръст и вляво и вдясно от него годината 1849. На северната и южната фасада има по три правоъгълни прозореца. На северната са каменни, а на южната с гипсова рамка със сводест завършек. Над свода има радиално разположени сегменти, боядисани в синьо. На западната и източната фасада има кръгли прозорци в сегментирани каменни рамки. В центъра на апсидата има правоъгълен прозорец. Отвътре всички прозорци са сводести с решетки.
Покривът на храма и трема е общ на триводи с малък засек на изток. Покривната конструкция е дървена, а покритието е от каменни плочи.
Конаците, градени в различни периоди, обграждат храма от югоизток, юг, запад и северозапад, а в останалите части манастирът има желязна ограда на зидан парапет. Главният вход е под южния конак, а стопанският от север. Конаците се състоят от приземие и кат с еркерно издадени чардаци. Изградени са от камък с кал за спойка. Отвън са варосани с видими дървени либажни греди, надпрозорници и надвратници. Дървени са междуетажната и покривната конструкция, вратите, подовете, стълбите, оградите на чардаците. Прозорците им са малки, почти квадратни на приземието и големи правоъгълни на ката, всички с решетки.
Трапезарията е обновена и е на приземието на западния конак. Кухнята до нея е нова. Камбанарията е нова от стоманобетон.
В югозападния ъгъл на трема има стара чешма.

## Живопис
Вътрешността на църквата е изписана още по време на изграждането ѝ в средата на XIX век. На южната стена на наоса от изток на запад в първата зона има прави светци – неизвестен, прозорец с Йоан, прозорец с Лука, Георги, Димитър, Теодор Тирон, Теодор Стратилат, прозорец с Козма, прозорец с Дамян, Прокопий, Меркурий, Константин и Елена. В първата зона на северната стена от изток на запад са неизвестен светец, прозорец с Матей, Марк, Григорий, двама неизвестни светци, Трифон, трима неизвестни светци, Неделя, Катерина, Онуфрий. Във втората зона и на северната и на южната стена са допоясни изображения на светци. Третата зона е обхващала цялата църква и се състои от цикъла на Големите празници – Рождество Христово, Кръщение, Преображение, Възкресение Лазарево, Възкресение Христово, Полагане в гроба, Разпятие, Христос пред Пилат.
В нартекса на южната стена в първата зона от изток на запад са изписани неизвестен светец, прозорец с Варвара, прозорец с Марина, Анастасия, Евгения, а във втората зона е Цветница. На западната стена в първата зона от юг на север са Зосима и Мария Египета, последвани от четирима неизвестни светци, западната врата, Артемий, трима неизвестни светци и Василий. Във втората зона на западната стена от юг на север са Тайната вечеря, Дейсис със Светата Троица над него. В третата зона тук е Целувката на Юда. На северната стена в първата зона от изток на запад са Стилиан, Теодор, Йоасаф, Атанасий, а във втората зона – Христос пред Йоасаф и Ана.
В олтара голяма част от стенописите са унищожени. Запазени са на южната стена в третата зона Христос и Самарянката, на северната в третата зона Томино неверие и на източната стена в третата зона Мироносците и Неделя на Разслабения.